# Kōta Muramatsu
Kōta Muramatsu (jap. 村松 航太, Muramatsu Kōta; * 22. August 1997 in Fujieda, Präfektur Shizuoka) ist ein japanischer Fußballspieler.

## Karriere
Kōta Muramatsu erlernte das Fußballspielen in der Jugendmannschaft des Erstligisten Shimizu S-Pulse sowie in der Universitätsmannschaft der Juntendo-Universität. Seinen ersten Profivertrag unterschrieb er 2020 bei Giravanz Kitakyūshū. Der Verein aus Kitakyūshū spielte in der zweiten japanischen Liga, der J2 League. Sein Zweitligadebüt gab er am 27. Juni 2020 im Auswärtsspiel gegen V-Varen Nagasaki. Hier stand er in der Startelf und spielte die kompletten 90 Minuten. Am Ende der Saison 2021 stieg er mit dem Verein aus Kitakyūshū als Tabellenvorletzter in die dritte Liga ab. Für Giravanz absolvierte er 74 Ligaspiele. Nach dem Abstieg verließ er den Klub und schloss sich dem Zweitligisten V-Varen Nagasaki aus Nagasaki an. 2022 bestritt er 26 Zweitligaspiel für Nagasaki. Die Saison 2023 wurde er an seinen ehemaligen Verein Giravanz Kitakyūshū ausgeliehen. Hier bestritt er 38 Drittligaspiele. Nach der Ausleihe kehrte er zu V-Varen zurück. Hier wurde sein Vertrag nicht verlängert. Am 1. Februar 2024 nahm ihn der Zweitligist Blaublitz Akita aus Akita unter Vertrag.